# بادام‌زار، تاجیکستان
بادام‌زار (به لاتین: Bodomzor) یک منطقهٔ مسکونی در تاجیکستان است که در ولایت سغد واقع شده‌است.